# Caetano Pereira Sanches de Castro
Caetano Pereira Sanches de Castro (Vila Nova de Cerveira, 21 de outubro de 1822 — Viana do Castelo, 1 de agosto de 1908) foi um oficial general de Engenharia do Exército Português que, entre outras funções de relevo, foi deputado às Cortes e Ministro e Secretário de Estado dos Negócios da Guerra do 38.º governo da Monarquia Constitucional, presidido por António Rodrigues Sampaio, em funções de 25 de março a 14 de novembro de 1881.

## Biografia
O conselheiro Caetano Pereira Sanches de Castro, general, diplomado em engenharia militar e Infantaria, que na arma de Engenharia desempenhou múltiplas comissões: membro da Comissão da Defesa de Lisboa e dos seus Fortes, tendo sido nomeado o seu chefe em 1870. O general Caetano Sanches de Castro, em 1871 foi nomeado membro da comissão incumbida de apresentar o Plano Geral das Obras de Melhoramento da Capital, sendo-lhe confiada pessoalmente a apresentação do Plano Geral das Obras de Defesa do Porto de Lisboa.
Em 1873 foi nomeado Director-Geral das Fortificações e assumiu a presidência da Comissão de Defesa. Elaborou, então, os projectos, considerados excepcionais, das baterias do Bom Sucesso, do Forte de São Julião da Barra e dos redutos de Sacavém e do Alto do Duque.